# Markttrend

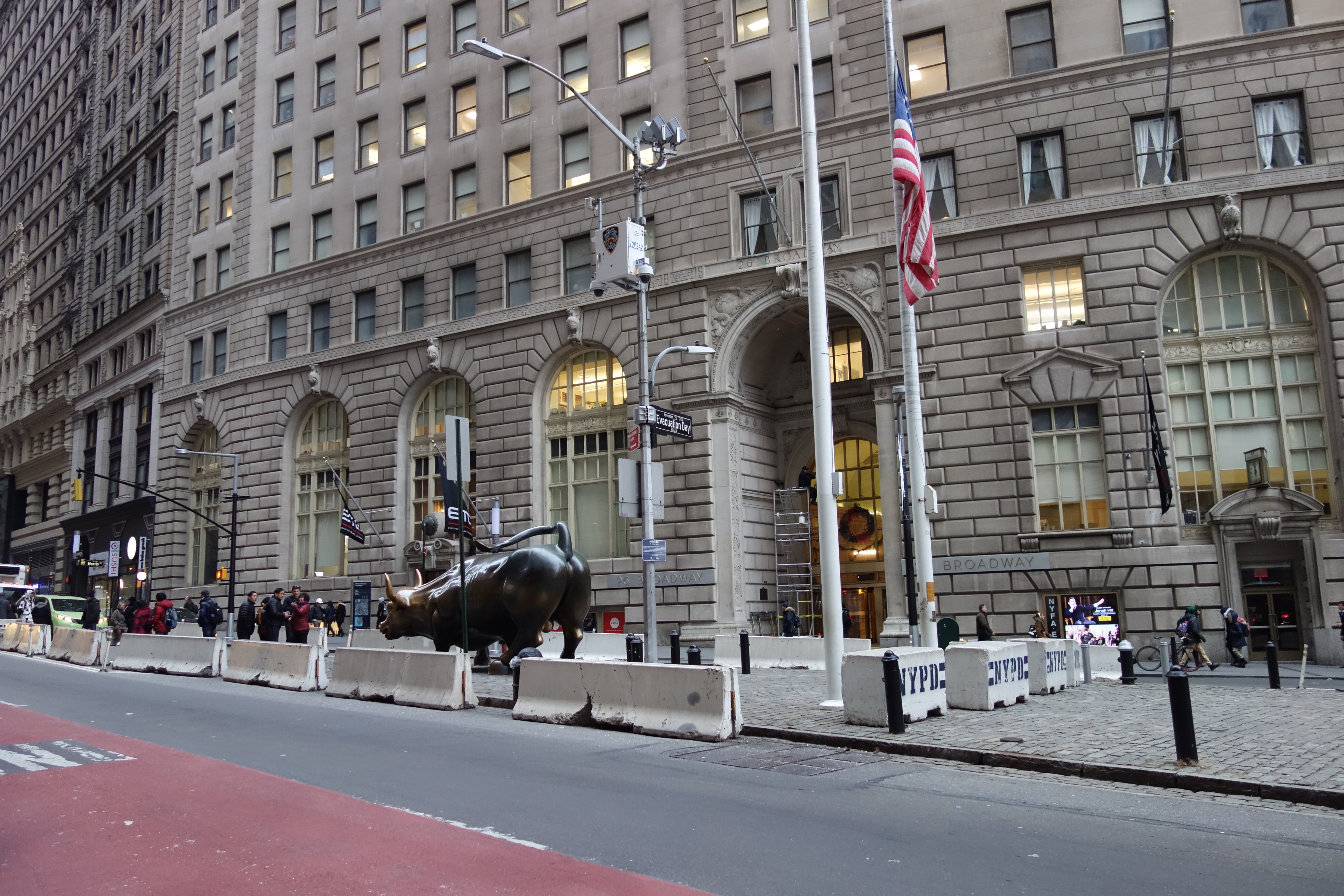
De 'Charging Bull' in New York; symbool voor de stierenmarkt.

De markttrend is de richting waarin de financiële markten zich bewegen. Hierin wordt in de economie en op de effectenbeurs onderscheid gemaakt in een 'berenmarkt' (neerwaarts) en een 'stierenmarkt' (opwaarts). Deze termen kunnen gezien worden als metafoor: de stier steekt met zijn horens in de lucht en de beer slaat met zijn klauwen neer.

## Berenmarkt
Een berenmarkt of baisse (Engels: bear-market) is een periode waarin aandelenkoersen langdurig in een dalend patroon zitten en er wijdverbreid pessimisme heerst. Dit kan voorkomen als de economie in een recessie zit, of daar op af lijkt te stevenen. Door een slechte economische situatie dalen de verwachte bedrijfswinsten. Een berenmarkt kan gepaard gaan met verschijnselen als een hoge werkloosheid.
De bekendste berenmarkt was de Grote Depressie in de jaren 1930: tussen 1929 en 1932 verloor de Amerikaanse beurs 90% van haar waarde. In de 20e eeuw heeft de Dow Jones Index 23 maal een berenmarkt meegemaakt. Gemiddeld daalden de koersen 34% en duurde de bearmarket twaalf maanden.
Van 9 oktober 2007 tot 9 maart 2009 bevond de Dow Jones zich tijdens de Kredietcrisis in een berenmarkt.
Japan bevindt zich sinds 1989 onafgebroken in een berenmarkt.
In het begin van de coronapandemie, van 20 februari tot 23 maart 2020, bevond de MSCI World-index zich in een bearmarket. Het bleek de kortste bearmarket ooit.
De term wordt ook wel als bijvoeglijk naamwoord gebruikt in het Engels, bijvoorbeeld ´I have a bearish sentiment around this asset´(´Ik heb geen goed gevoel over de waarde-ontwikkeling van deze bezitting).

## Stierenmarkt
Bij een stierenmarkt (Engels: 'bull market') heerst er groot vertrouwen onder de investeerders waardoor ze kopen in verwachting van winsten in de toekomst. Men verwacht dat de prijzen gaan stijgen.
De grootste groep deelnemers in een stierenmarkt wordt weleens de kudde of "herd" genoemd. De term wordt ook wel als bijvoeglijk naamwoord gebruikt in het Engels, bijvoorbeeld ´I have a bullish sentiment about this stock´(´Ik heb een goed gevoel over de waarde-ontwikkeling van dit aandeel).

## Etymologie
De termen stierenmarkt en berenmarkt dateren uit de 18e eeuw; bull was in het Londen van de 18e eeuw een benaming voor een speculant à la hausse. De uitdrukkingen kunnen gezien worden als metafoor voor de bewegingen van de markt. De stier steekt met zijn horens in de lucht en de beer slaat met zijn klauwen neer, alhoewel er ook connectie kan bestaan met: de huid van de beer verkopen, voordat deze geschoten is, speculatie à la baisse.
Voor de ingang van de Frankfurter aandelenbeurs (Börse) bevinden zich standbeelden van de stier en de beer, met opmerkelijk een stier die een maatje groter is dan de beer.